# 仲見世商店街 (熱海市)

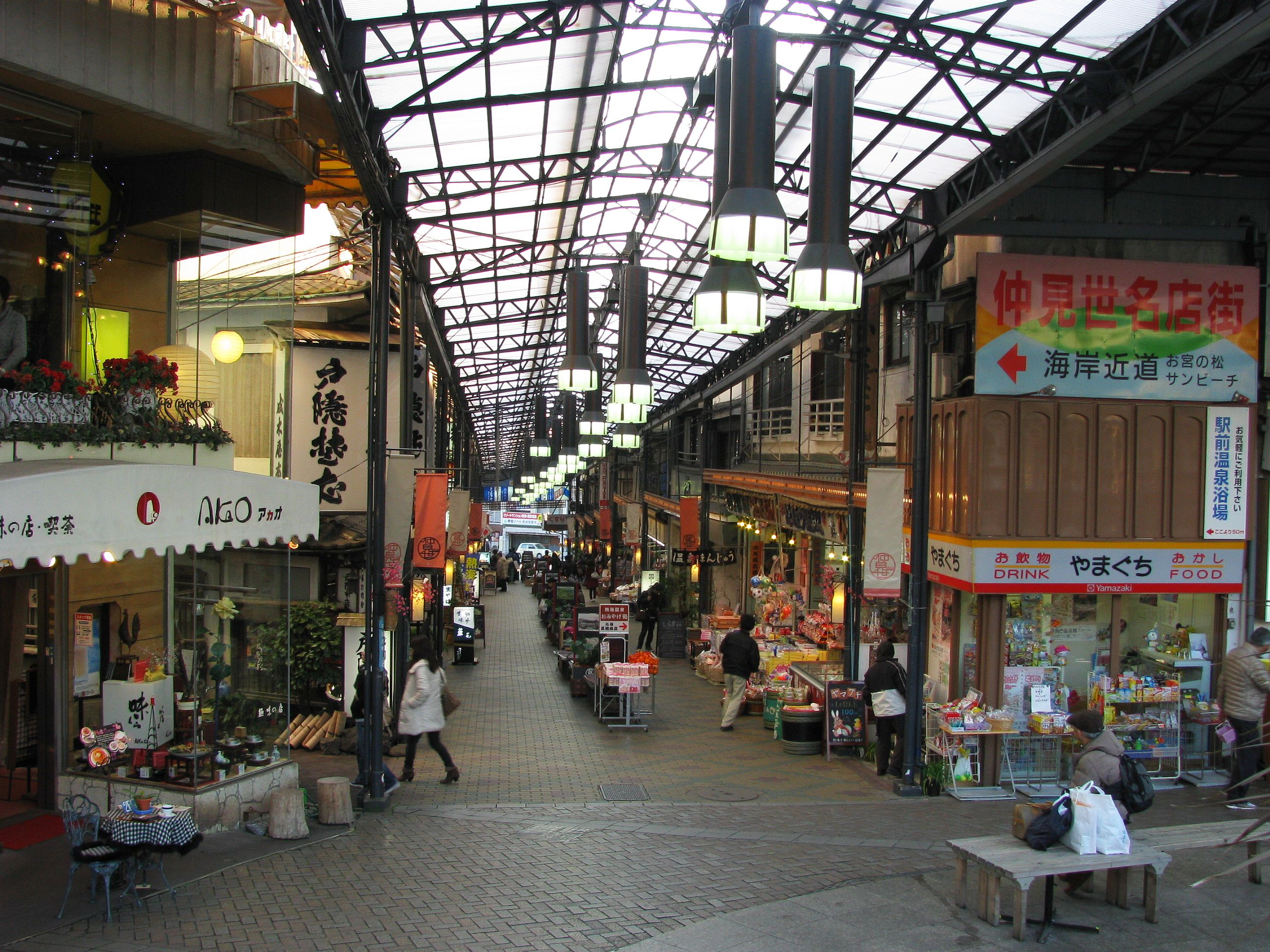
仲見世商店街（駅側）

仲見世商店街（なかみせしょうてんがい）は、静岡県熱海市田原本町に所在する、熱海駅の南脇にある2つの商店街の内の1つ（もう1つは「平和通り商店街」）。仲見世通り商店街（なかみせどおりしょうてんがい）、仲見世名店街（なかみせめいてんがい）とも。

## 概要
駅・線路から遠い海側にある商店街であり、山側の「平和通り商店街」よりも短く直線的に南西へと進み、「熱海サンビーチ」へ降りて行く最短ルートの中継地となる「田原本町交差点」付近へと出る。アーケード街は1956年（昭和31年）に完成。
駅前ビルの一つである「ハローズ熱海ビル」の飲食店なども、仲見世商店街の一部として扱われている。
イベントで使われる場合は、隣りの平和通り商店街とセットで使われる場合が多いが、仲見世商店街単独でイベントが行われる場合もある。

## 店舗

### 名産品・デザート・趣味
- 角屋（加工食品・雑貨）
- CHAPORTE（アレンジティー・瓶入りチーズケーキ）
- 工房藍花(あいばな)（民芸品・工芸品）
- 丸福高橋商店（加工食品・雑貨）
- アオキのひもの
- 岩井名産店（加工食品）
- 又一庵 謹製 熱海ばたーあん（和菓子・スイーツ）
- 熱海ジェラートキング（アイスクリーム）
- 丹那屋（まんじゅう・干物・加工食品）
- 丸静 鈴木商店 仲見世店（茶・海苔）

### 飲食店
- レストラン フルヤ
- マクドナルド 熱海駅前店
- 笑笑 熱海駅前店
- Cafe AGIR
- 味くら（海鮮丼・和食）
- KICHI+（海鮮・カフェ）
- 戸隠そば 成木屋本店
- 茶房藍花(あいばな)（甘味・カフェ）
- だるま（寿司・海鮮・和食）
- パン樹 久遠（ベーカリー・カフェ）
- 磯丸 熱海仲見世店（寿司）
- CAFE KICHI
- 中村屋（甘味・カフェ）
- ゑびす屋 駅前店（缶詰スタンディングバー・アジせんべい）

### 服飾・化粧品
- 雅子洋品店
- 奥村商店

### その他
- ファミリーマート 熱海駅前店
- ビッグエコー 熱海駅前店（カラオケ）
- 山口商店（売店）
- ヘアアートサエグサ
- 伊豆太陽ホーム 熱海店
- パスコ不動産 熱海営業所

## 脇道・周辺店舗

### 脇道
商店街途中の脇道（路地）としては、
- 商店街の駅側入り口付近から南東へ進んで「ハローズ熱海ビル」の裏側に出る道。
- 北西へ進んで「平和通り商店街」の途中に出る道。

の2つがある。
（また、出口から出てすぐの「田原本町交差点」付近には、「平和通り商店街」内の3ヶ所へと三つ又状に分岐して通じる脇道がある。）

### 周辺店舗
南東の「ハローズ熱海ビル」裏側から商店街出口までには、
- ハローズパーキング（駐車場、50台）
- 熱海駅前温泉浴場（田原浴場、共同浴場）
- 熱海駅前パーキング（駐車場、20台）
- ザ・パーク熱海駅前（駐車場、25台）
- Beer Bar VACATION（ビールバー）
- ENOTECA MANIFATTURA（ワインバー）

などがある。
南西の商店街出口先の「田原本町交差点」付近には、
- 雨風(あまから)本舗（ラーメン店）
- 熱海プリン（デザート店）
- 和味逸品 おまぜ（寿司・海鮮料理）
- どろめ 熱海駅前店（海鮮丼）
- いちごBonBonBerry 熱海ハウス（デザート店）
- 熱海ミルチーズ（チーズケーキ店）
- 湯宿一番地（旧・志ほみや旅館、ホテル・日帰り温泉）
- LEONE9(レオーネ・ノーヴェ)（イタリア料理）
- ジェラテリア・アイピノーリ（アイスクリーム店）
- 熱海美虎(みう)（ラーメン・シュウマイ）
- 御冨久路(おふくろ)（ラーメン店）
- うな重(じゅう)（うなぎ店）
- 囲炉(いろり)茶屋（魚介・炉端焼き）

などがある。